# فاتسا
فاتسا (بالإنجليزية: Fatsa)‏ هي مدينة تابعة لمحافظة أردو في وسط منطقة البحر الأسود، تركيا. يبلغ عدد سكانها أكثر من 115000 نسمة.